# Le Procès (film, 1948)
Pour les articles homonymes, voir Procès (homonymie).
Pour plus de détails, voir Fiche technique et Distribution.
Le Procès (Der Prozeß) est un film de procès autrichien de Georg Wilhelm Pabst sorti en 1948.

## Synopsis
Hongrie en 1882. Dans un village, Esther, une servante adolescente, disparaît. Personne ne sait qu'elle s'est enfuie parce que sa maîtresse la maltraite. La rumeur accuse bientôt les Juifs de sa disparition, qu'elle aurait été la victime d'un assassinat rituel. Un témoin affirme avoir vu Esther se réfugier chez le chef de la communauté juive, Peczely Scharf. C'était le jour de shabbat, où tout geste non religieux est interdit, or la fille chrétienne a pris un chandelier sur la table. Depuis, personne ne l'a revue.
Les antisémites sont convaincus de la rumeur. Ils s'appuient sur les propos de Moritz Scharf, le fils du chef, qui vient de tourner le dos à la communauté. Mais ceux-ci ont été obtenus dans la violence. Le baron Ónódy, politicien antisémite, et le juge d'instruction Bary ont là des raisons suffisantes pour accuser les Juifs. Bien qu'il n'y ait aucun élément prouvant le meurtre, des pogroms ont lieu. Ils sont d'autant plus violents lorsqu'on retrouve le corps d'une jeune fille qui s'est noyée dans un étang dont on croit qu'il s'agit d'Esther. Les antisémites veulent convaincre la mère d'Esther qu'il ne s'agit pas de sa fille puisque les Juifs l'auraient saignée, et se regroupent pour aller brûler la synagogue.
Le procès commence avec l'entrée de l'avocat chrétien-libéral Eötvös. Il démonte les intérêts des antisémites et les pressions qui ont été faites pour avoir les propos accusateurs, l'instruction à mauvais escient, et obtient l'acquittement.

## Fiche technique
- Titre original : Der Prozeß
- Réalisation : Georg Wilhelm Pabst
- Scénario : Kurt Heuser, Emeric Roboz, Rudolf Brunngraber d'après son roman.
- Producteur : Johann Alexander Hübler-Kahla (de)
- Musique : Alois Melichar
- Direction de la photo : Helmuth Ashley, Oskar Schnirch (de)
- Montage : Anna Höllering
- Costume : Hill Reihs-Gromes
- Décors : Werner Schlichting, Hans Zehetner
- Pays de production : Autriche
- Langue : Allemand
- Format : Noir et Blanc - 1,37:1
- Genre : Drame
- Durée : 108 minutes
- Dates de sortie :
  - Autriche : 19 mars 1948
  - Allemagne de l'Ouest : 22 novembre 1950

## Distribution
- Ernst Deutsch : Le rabbin Scharf
- Ewald Balser : Dr Eötvös
- Marianne Schönauer: La fiancée d'Eötvös
- Josef Meinrad : Le juge Bary
- Heinz Moog : Baron Ónódy
- Gustav Diessl : Le procureur Both
- Aglaja Schmid (de) : Esther
- Hermann Thimig : Le juge du village Farkas
- Iván Petrovich : Le procureur général Egressy
- Klaramaria Skala (de) : Julca
- Rega Hafenbrödl : La femme de Scharf
- Ernst Waldbrunn : Wollner
- Albert Truby : Moritz Scharf
- Maria Eis : La mère d'Esther
- Eva Maria Meineke : Ilona

## Origine
Le film s'inspire de l'affaire de Tiszaeszlár. Le 1er avril 1882, Eszter Solymosi, la fille de 14 ans d'un paysan catholique, disparaît. La rumeur accuse un meurtre rituel pour la Pâque juive. Cette rumeur est soutenue par les politiciens antisémites Géza Ónódy et Gyözö Istóczy. Début mai 1882, la mère d'Esther déclare sa disparition. À la suite de cela, on interroge sous la contrainte les enfants de la famille juive Scharf, âgés de quatre et cinq ans. En Hongrie se développe une hystérie antisémite. Le procès a lieu le 3 août 1883 et finit par un acquittement.
Le film s'inspire du roman Prozess auf Tod und Leben de Rudolf Brunngraber qui collaborera à l'adaptaion en scénario.

## Autour du film
La première mondiale du film a lieu le 5 mars 1948 à Zurich et la première autrichienne, le 19 mars à Vienne. Après l'autorisation de l'autorité militaire alliée le 3 septembre 1948 à Hambourg, la première en Allemagne a lieu le 22 novembre 1950 à Berlin-Ouest.
Le producteur Johann Alexander Hübler-Kahla (de), qui a produit le film par sa propre compagnie, a été la victime de l'antisémitisme du régime nazi, en raison de ses origines à moitié juives, et ne pouvait plus produire de film depuis 1936.
Pour Ernst Deutsch, il s'agit de son premier rôle après son exil en Amérique. Pour Gustav Diessl, qui a souvent tourné avec Georg Wilhelm Pabst, c'est le dernier, il meurt le 20 mars 1948. C'est le troisième tournage de Josef Meinrad.

## Distinctions

### Récompenses
- Mostra de Venise, 1948
  - Médaille d'or du meilleur réalisateur pour Georg Wilhelm Pabst
  - Coupe Volpi pour la meilleure interprétation masculine pour Ernst Deutsch

## Source, notes et références
- (de) Cet article est partiellement ou en totalité issu de l’article de Wikipédia en allemand intitulé « Der Prozeß (1948) » (voir la liste des auteurs).